# Sergio Balanzino
Sergio Balanzino (født 20. juni 1934 i Bologna, død 25. februar 2018) var en italiensk diplomat. Han studerede jura i Rom og trådte ind i den italienske efterretningstjeneste i 1958. Han var ambassadør i Canada fra 1990 til 1994 og blev derefter vicegeneralsekretær i NATO under Manfred Wörner. Da Wörner lå på dødslejet som følge af kræft, tjenestegjorde han kortvarigt som fungerende generalsekretær fra 13. august 1994 til 17. oktober samme år. Da Willy Claes måtte gå af som generalsekretær på grund af korruptionsanklager, tjenestegjorde Balanzino, som i mellemtiden var gået tilbage til at være vicegeneralsekretær, igen som fungerende generalsekretær, fra Claes' afgang den 20. oktober 1995 frem til han blev efterfulgt af Javier Solana den 5. december samme år.